# Решани
 Тази статия е за селото в Албания.  За селото в Гърция вижте Врисаки.  
Решани, още Рашани или Решане (на албански: Reshan или Reshani), е историческо село в Република Албания, част от община Дебър, административна област Дебър.

## География
Селото е разположено в историкогеографската област Поле, на границата със Северна Македония. Границата между двете страни минава по Решанската река, приток на Църни Дрим. Решани е в землището на Долно Блато (Блата е Пощме).

## История
Според османско преброяване от 1467 година в Рахмани има 2 домакинства.
Според статистиката на Васил Кънчов („Македония. Етнография и статистика“) в 1900 Рашани има 50 жители арнаути мохамедани.
На Етнографската карта на Битолския вилает на Картографския институт в София от 1901 година Рашани е чисто албанско село в Дебърската каза на Дебърския санджак с 10 къщи.
В 1915 година, по време на Първата световна война, селото е анексирано от Царство България. Към 1 март 1916 година Решани е център на Решанската община на българската Дебърска околия.

## Личности
Родени в Решани
- Акиф Леши, югославски политик
- Мустафа Леши, югославски партизанин
- Хаджи Леши (1913 - ?), югославски и албански политик